# Laguna del Diamante
Laguna del Diamante – jezioro w zachodniej Argentynie, w prowincji Mendoza, u podnóża wulkanu Maipo, 11 km od granicy z Chile.
Jezioro położone jest na wysokości 3300 m n.p.m. Średnia głębokość wynosi 38,6 m, a maksymalna 70 m.  Zajmuje powierzchnię 14,1 km². 
Rzeka Río Diamante, która wypływa z jeziora, aż do przybycia Hiszpanów stanowiła naturalną granicę pomiędzy dwoma tubylczymi grupami plemiennymi: Huarpe na północy i Chiquillanes na południu.